# Inosina
L'inosina è un nucleoside composto da una molecola di ipoxantina legata ad un ribosio. È il primo intermedio provvisto di un nucleo purinico nella sintesi de novo di questi nucleotidi e viene prodotta nel metabolismo della adenosina. 
L'inosina viene scissa in ribosio e ipoxantina ad opera della purina nucleoside fosforilasi.
L'ipoxantina, a sua volta, è substrato della xantina ossidasi, che la trasforma in xantina e ancora in acido urico.
Grazie alla sua configurazione molecolare, l'inosina ricopre un ruolo fondamentale nella sintesi delle proteine, in particolare nella fase di processamento dell'RNA, in cui si lega all'anticodone dell'RNA di trasferimento insieme ad altri 2 nucleotidi per volta, al fine di codificare pacchetti codonici multipli in un'unica fase.
L'inosina è considerata un elemento potenzialmente importante dell'evoluzione chimica. L'inosina ha mostrato un'elevata accuratezza nelle reazioni di copia dell'RNA (Ipotesi del mondo a RNA). Inosina può essere servito come surrogato della guanosina nelle prime fasi della vita. È molto frequente nella posizione di vacillamento degli anticodoni di tRNA.